# 81203 Polynesia
81203 Polynesia este o planetă minoră (asteroid), cu un diametru de 3,855 km, din centura de asteroizi. A fost descoperită pe 23 martie 2000 la Punaauia⁠(d) de Jean-Claude George Pelle⁠(d) și a fost numită după Polinezia Franceză. 
Obiectul prezintă o orbită caracterizată de o semiaxă mare de 2,6223348800378 UAi, o excentricitate de 0,19, o înclinație de 15,8 ° în raport cu ecliptica.